# Джамна
Джамна, Ямуна (санскр. यमुना, англ. Yamuna, Jamna) — велика річка у північній Індії, найбільша притока Ганга.
Річка починається біля священного селища Ямунотрі в Гамалаях, на території штату Уттаракханд. Вона протікає через Делі та штати Хар'яна і Уттар-Прадеш до злиття з Гангом біля Аллахабада.
На її берегах розташовані міста Баґпат, Делі, Ройда, Матхура, Аґра, Етавах, Калпі, Хамірпур і Аллахабад.
Її головними притоками є Тонс, Чамбал, Бетва і Кен.
Нижче за Делі річка дуже забруднена.
За 5 км від витоку розташовані популярні в індуїстів-паломників місця селища Калсі з буддистським монастирем і Ямунотрі, де знаходяться гаряче джерело (90 °C) і гробниця.

## Каскад ГЕС
На річці розташовано ГЕС Vyasi, ГЕС Дхакрані, ГЕС Дхаліпур, ГЕС Кулхал, ГЕС Кхара. Можлива побудова далі ГЕС Lakhwar.